# ولییه
ولییه (بوسنیایی: Velije) یک منطقهٔ مسکونی در بوسنی و هرزگوین است که در جمهوری صرب بوسنی واقع شده‌است.